# Lijst van personen overleden in 1952
Dit is een lijst van personen die zijn overleden in 1952.

## Januari

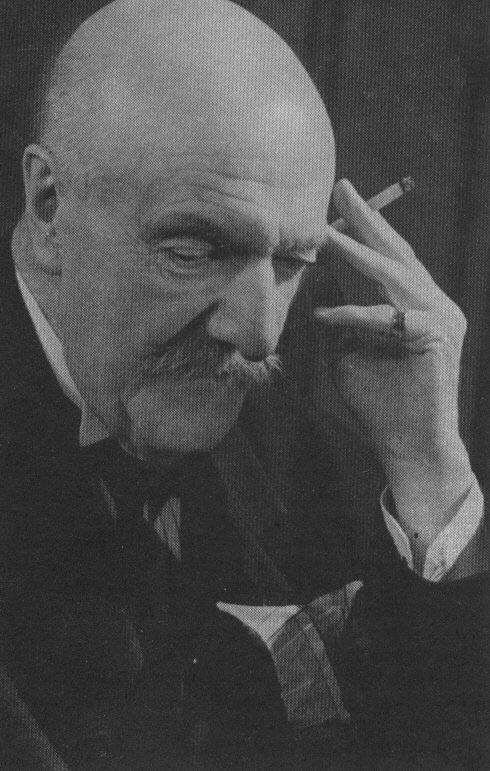
Lodewijk van Deyssel
26 januari

| 1 | 2 | 3 | 4 | 5 | 6 | 7 | 8 | 9 | 10 | 11 | 12 | 13 | 14 | 15 | 16 | 17 | 18 | 19 | 20 | 21 | 22 | 23 | 24 | 25 | 26 | 27 | 28 | 29 | 30 | 31 |
| - | - | - | - | - | - | - | - | - | -- | -- | -- | -- | -- | -- | -- | -- | -- | -- | -- | -- | -- | -- | -- | -- | -- | -- | -- | -- | -- | -- |

### 4 januari
- Constant Permeke (65), Belgisch kunstenaar

### 22 januari
- Andres Luna de San Pedro (64), Filipijns architect

### 26 januari
- Lodewijk van Deyssel (87), Nederlands schrijver

### 28 januari
- Thomas J. Hicks (77), Amerikaans atleet

### 29 januari
- Harry Kuyten (68), Nederlands graficus en kunstschilder

## Februari

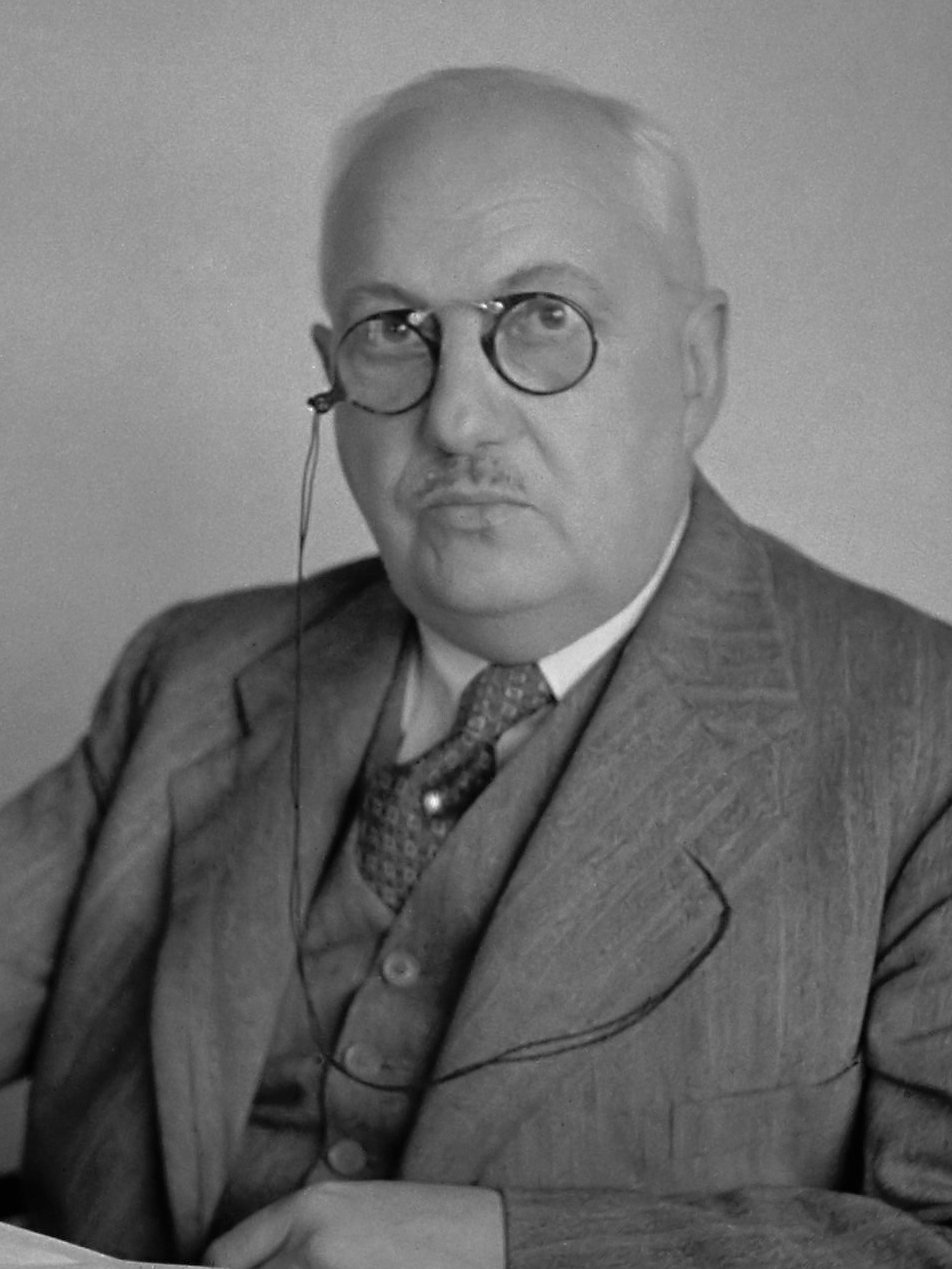
Otto Cornelis Adriaan van Lidth de Jeude
1 februari

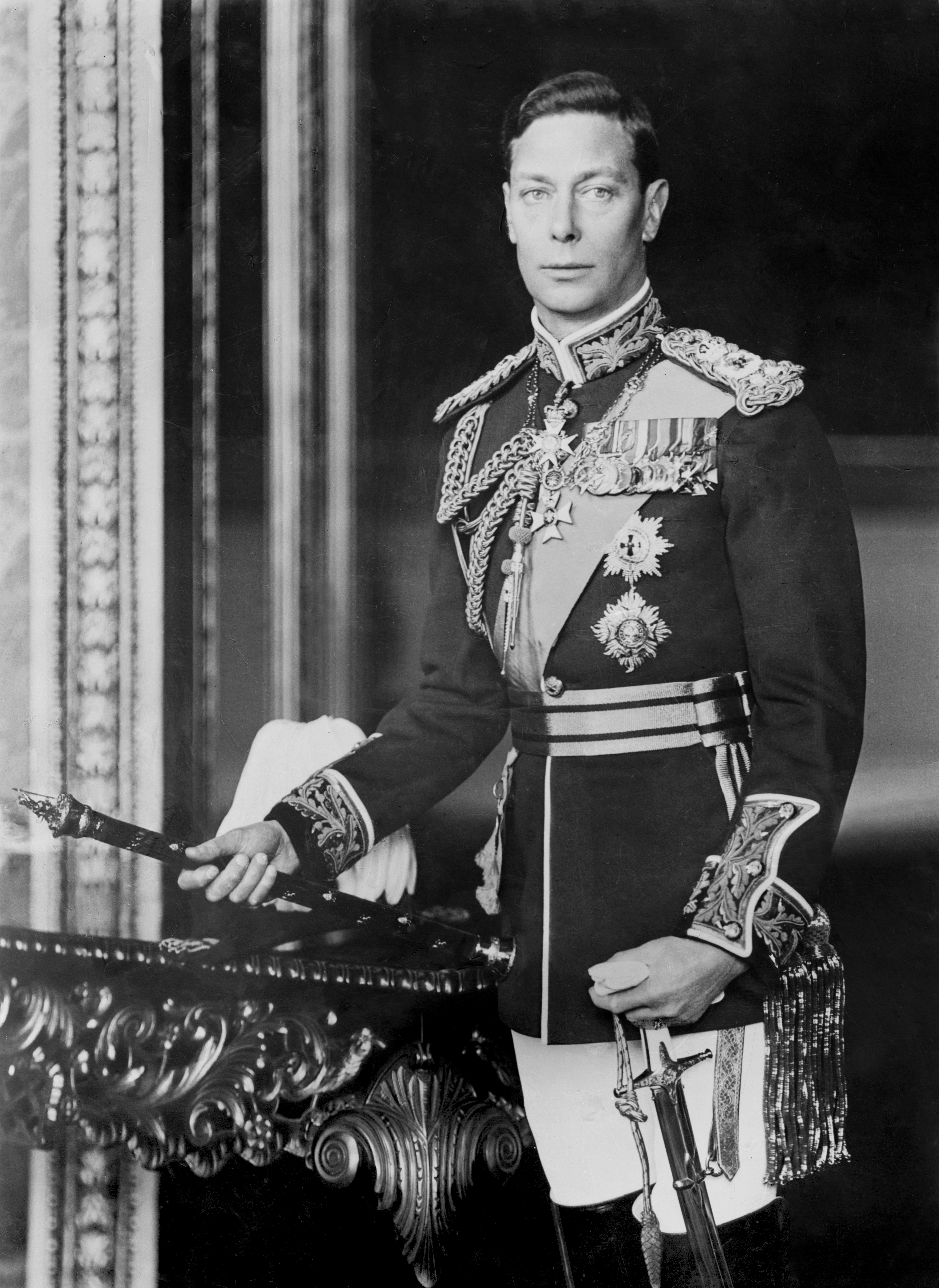
George VI van het Verenigd Koninkrijk
6 februari

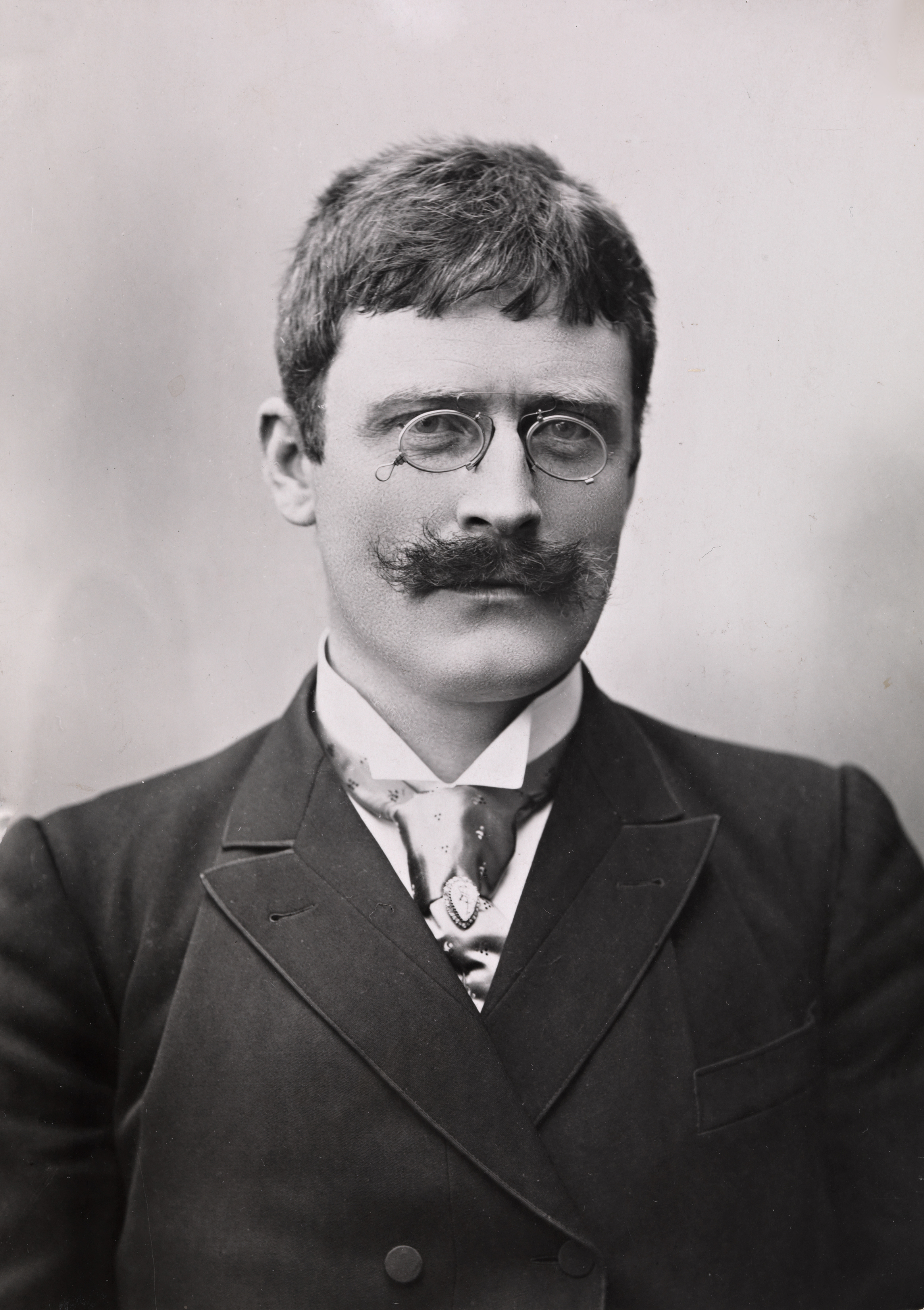
Knut Hamsun
19 februari

| 1 | 2 | 3 | 4 | 5 | 6 | 7 | 8 | 9 | 10 | 11 | 12 | 13 | 14 | 15 | 16 | 17 | 18 | 19 | 20 | 21 | 22 | 23 | 24 | 25 | 26 | 27 | 28 | 29 |
| - | - | - | - | - | - | - | - | - | -- | -- | -- | -- | -- | -- | -- | -- | -- | -- | -- | -- | -- | -- | -- | -- | -- | -- | -- | -- |

### 1 februari
- Otto Cornelis Adriaan van Lidth de Jeude (70), Nederlands politicus

### 2 februari
- André Idserda (72), Nederlands kunstschilder

### 6 februari
- George VI (56), koning van Groot-Brittannië

### 12 februari
- Rudolf Strnisko (70), Tsjechisch bierbrouwer

### 16 februari
- Jaap Barendregt (47), Nederlands voetballer

### 19 februari
- Knut Hamsun (92), Noors schrijver

### 26 februari
- Paul Reymer (69), Nederlands politicus

## Maart

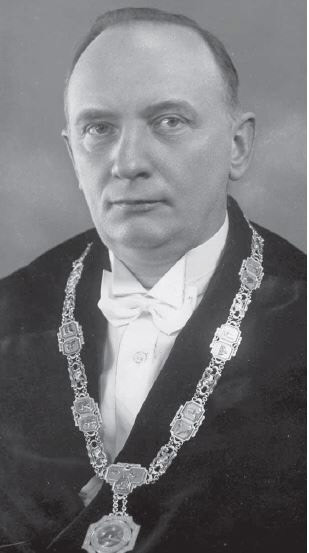
Klaas Schilder
23 maart

| 1 | 2 | 3 | 4 | 5 | 6 | 7 | 8 | 9 | 10 | 11 | 12 | 13 | 14 | 15 | 16 | 17 | 18 | 19 | 20 | 21 | 22 | 23 | 24 | 25 | 26 | 27 | 28 | 29 | 30 | 31 |
| - | - | - | - | - | - | - | - | - | -- | -- | -- | -- | -- | -- | -- | -- | -- | -- | -- | -- | -- | -- | -- | -- | -- | -- | -- | -- | -- | -- |

### 1 maart
- Mariano Azuela (79), Mexicaans schrijver

### 5 maart
- Charles Scott Sherrington (94), Brits fysioloog

### 13 maart
- Giovanni Nasalli Rocca di Corneliano (79), Italiaans kardinaal
- Johan Nygaardsvold (62), Noors politicus

### 15 maart
- Hendrik Johan Knottenbelt (78), Nederlands politicus

### 22 maart
- Uncle Dave Macon (81), Amerikaans zanger en musicus

### 23 maart
- Klaas Schilder (61), Nederlands theoloog

## April

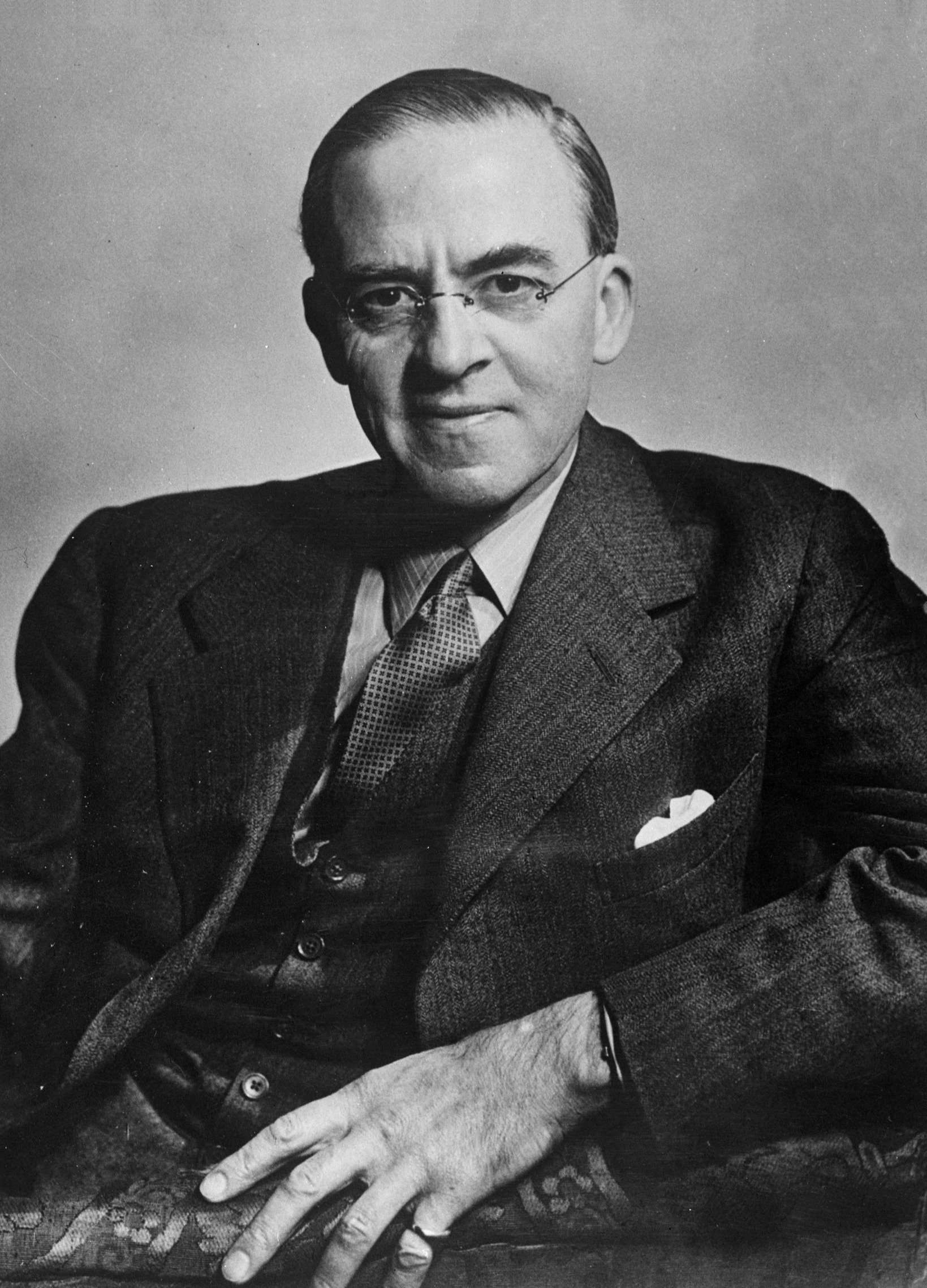
Stafford Cripps
21 april

| 1 | 2 | 3 | 4 | 5 | 6 | 7 | 8 | 9 | 10 | 11 | 12 | 13 | 14 | 15 | 16 | 17 | 18 | 19 | 20 | 21 | 22 | 23 | 24 | 25 | 26 | 27 | 28 | 29 | 30 |
| - | - | - | - | - | - | - | - | - | -- | -- | -- | -- | -- | -- | -- | -- | -- | -- | -- | -- | -- | -- | -- | -- | -- | -- | -- | -- | -- |

### 3 april
- Alex Benno (79), Nederlands acteur en filmmaker

### 12 april
- Julia Cuypers (80), Belgisch-Nederlands actrice

### 13 april
- Lina Coen, (73) Amerikaans-Nederlands pianiste en dirigente

### 18 april
- Co van Ledden Hulsebosch (75), Nederlands forensisch onderzoeker

### 20 april
- Benne Holwerda (42), Nederlands theoloog

### 21 april
- Stafford Cripps (62), Brits politicus

### 23 april
- Minus van Looi (60), Belgisch schrijver

## Mei

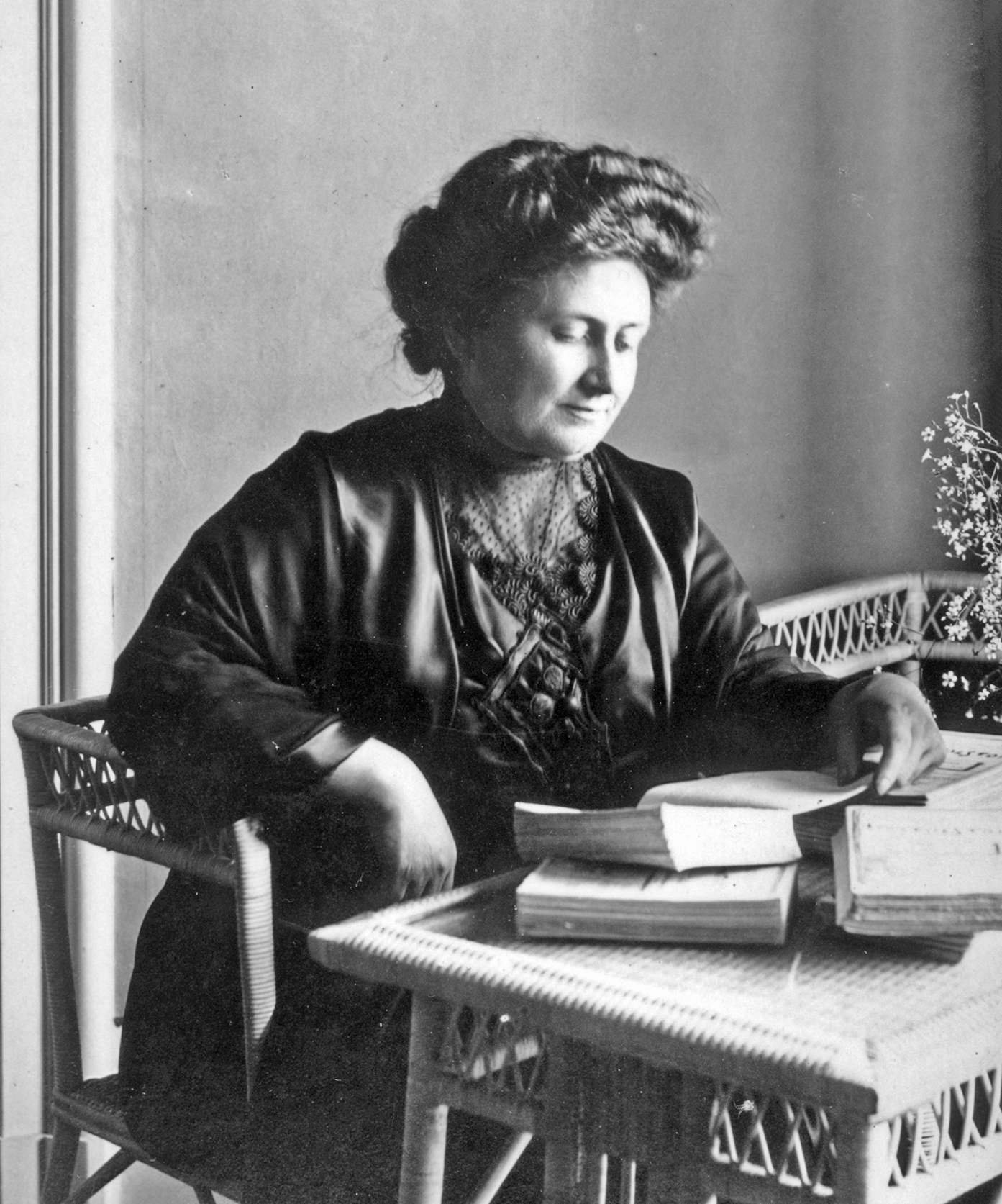
Maria Montessori
6 mei

| 1 | 2 | 3 | 4 | 5 | 6 | 7 | 8 | 9 | 10 | 11 | 12 | 13 | 14 | 15 | 16 | 17 | 18 | 19 | 20 | 21 | 22 | 23 | 24 | 25 | 26 | 27 | 28 | 29 | 30 | 31 |
| - | - | - | - | - | - | - | - | - | -- | -- | -- | -- | -- | -- | -- | -- | -- | -- | -- | -- | -- | -- | -- | -- | -- | -- | -- | -- | -- | -- |

### 3 mei
- Jane Brigode (81), Belgisch feministe en politica

### 6 mei
- Maria Montessori (81), Italiaans onderwijskundige

### 7 mei
- Bertus Brouwer (51), Nederlands atleet

### 8 mei
- William Fox (73), Amerikaans filmproducent

### 10 mei
- Henricus Lamiroy (68), Belgisch geestelijke

### 13 mei
- Edgar Michiels van Verduynen (66), Nederlands politicus

### 27 mei
- Reinier de Vries (78), Nederlands beeldend kunstenaar

## Juni

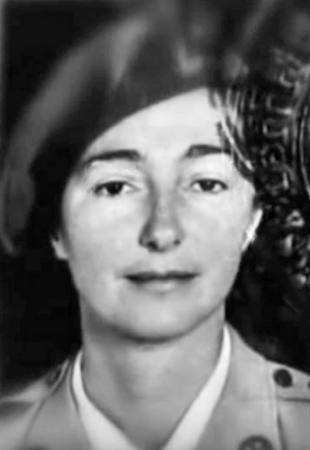
Krystyna Skarbek, 15 juni

| 1 | 2 | 3 | 4 | 5 | 6 | 7 | 8 | 9 | 10 | 11 | 12 | 13 | 14 | 15 | 16 | 17 | 18 | 19 | 20 | 21 | 22 | 23 | 24 | 25 | 26 | 27 | 28 | 29 | 30 |
| - | - | - | - | - | - | - | - | - | -- | -- | -- | -- | -- | -- | -- | -- | -- | -- | -- | -- | -- | -- | -- | -- | -- | -- | -- | -- | -- |

### 1 juni
- John Dewey (92), Amerikaans psycholoog

### 2 juni
- Louis Saeys (64), Belgisch voetballer

### 8 juni
- Julie Marie Arpeau (71), Nederlands pianiste

### 9 juni
- Gerrit van Vliet (70), Nederlands wielrenner

### 15 juni
- Krystyna Skarbek (44), Pools geheim agent in dienst van de Britse Special Operations Executive (SOE) tijdens de Tweede Wereldoorlog

### 18 juni
- Efim Bogoljoebov (63), Oekraïens-Duits schaakspeler
- Diana Coomans (90), Belgisch kunstschilder

### 24 juni
- Lodewijk Mortelmans (84), Belgisch componist

## Juli

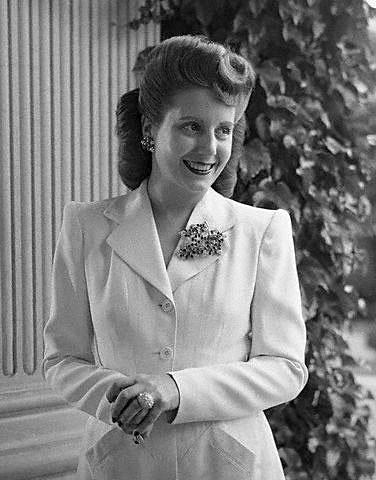
Eva Perón
26 juli

| 1 | 2 | 3 | 4 | 5 | 6 | 7 | 8 | 9 | 10 | 11 | 12 | 13 | 14 | 15 | 16 | 17 | 18 | 19 | 20 | 21 | 22 | 23 | 24 | 25 | 26 | 27 | 28 | 29 | 30 | 31 |
| - | - | - | - | - | - | - | - | - | -- | -- | -- | -- | -- | -- | -- | -- | -- | -- | -- | -- | -- | -- | -- | -- | -- | -- | -- | -- | -- | -- |

### 2 juli
- Henriëtte Bosmans (56), Nederlands componiste en pianiste

### 6 juli
- Oskar Ursinus (75), Duits vliegtuigpionier

### 21 juli
- Silvio Cator (51), Haïtiaans atleet

### 26 juli
- Eva Perón (33), Argentijns presidentsvrouw

## Augustus

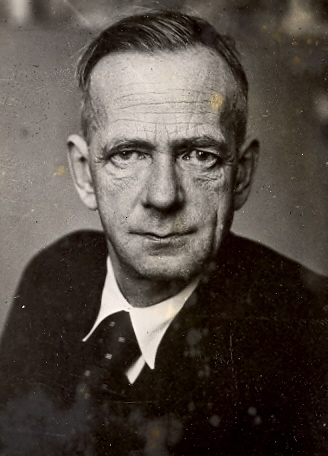
Kurt Schumacher
20 augustus

| 1 | 2 | 3 | 4 | 5 | 6 | 7 | 8 | 9 | 10 | 11 | 12 | 13 | 14 | 15 | 16 | 17 | 18 | 19 | 20 | 21 | 22 | 23 | 24 | 25 | 26 | 27 | 28 | 29 | 30 | 31 |
| - | - | - | - | - | - | - | - | - | -- | -- | -- | -- | -- | -- | -- | -- | -- | -- | -- | -- | -- | -- | -- | -- | -- | -- | -- | -- | -- | -- |

### 1 augustus
- Amoene van Haersolte (62), Nederlands schrijfster

### 20 augustus
- Kurt Schumacher (56), Duits politicus

### 31 augustus
- Jim Rigsby (29), Amerikaans autocoureur

## September

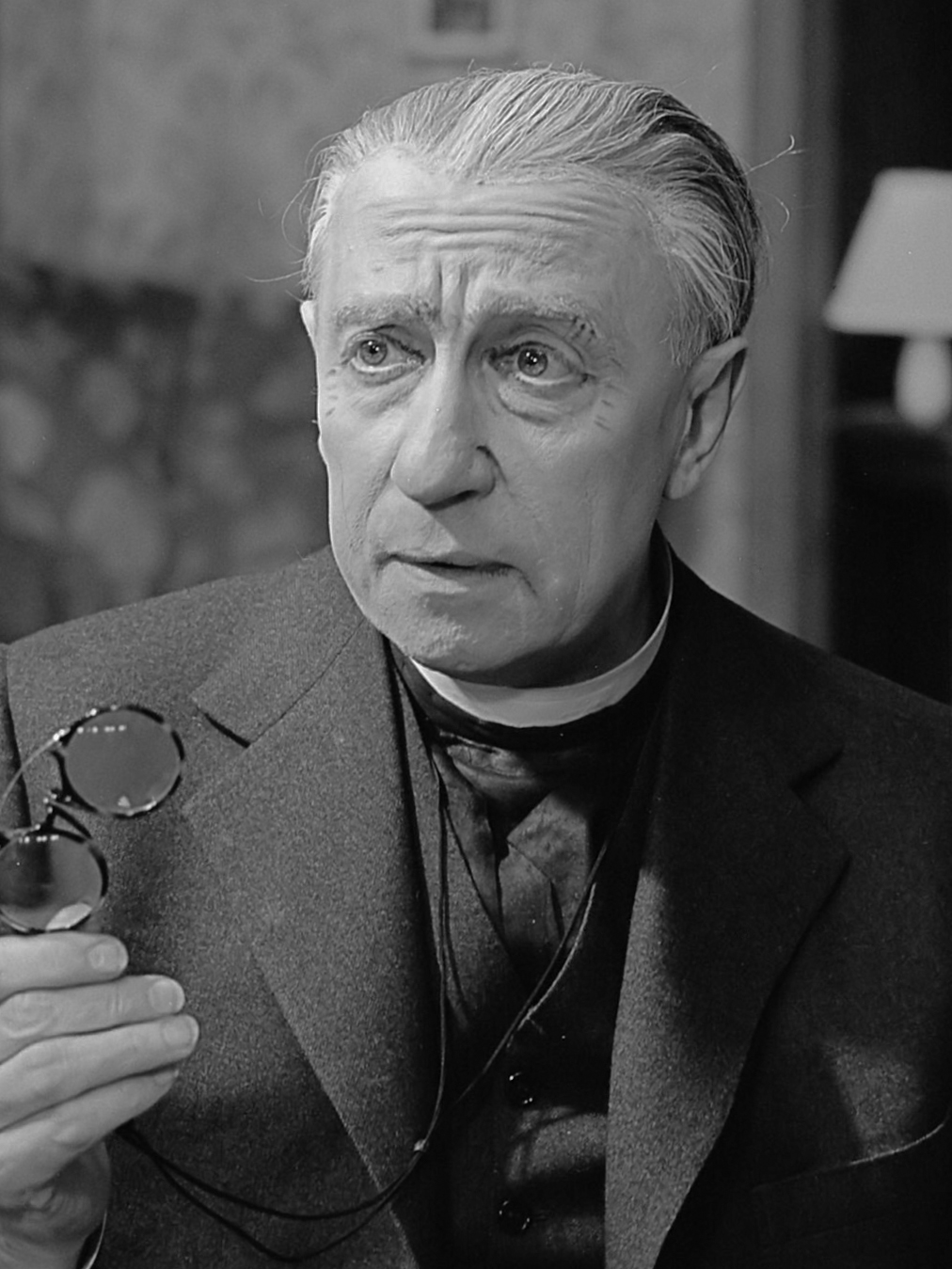
Cor Ruys
22 september

| 1 | 2 | 3 | 4 | 5 | 6 | 7 | 8 | 9 | 10 | 11 | 12 | 13 | 14 | 15 | 16 | 17 | 18 | 19 | 20 | 21 | 22 | 23 | 24 | 25 | 26 | 27 | 28 | 29 | 30 |
| - | - | - | - | - | - | - | - | - | -- | -- | -- | -- | -- | -- | -- | -- | -- | -- | -- | -- | -- | -- | -- | -- | -- | -- | -- | -- | -- |

### 2 september
- Hans von Rosen (64), Zweeds ruiter

### 18 september
- Hippolyte Daeye (79), Belgisch kunstschilder

### 20 september
- Bill Schindler (43), Amerikaans autocoureur

### 21 september
- Frank Luptow (46), Amerikaans autocoureur

### 22 september
- Cor Ruys (63), Nederlands acteur

### 29 september
- Fernand Demets (68), Belgisch politicus

## Oktober

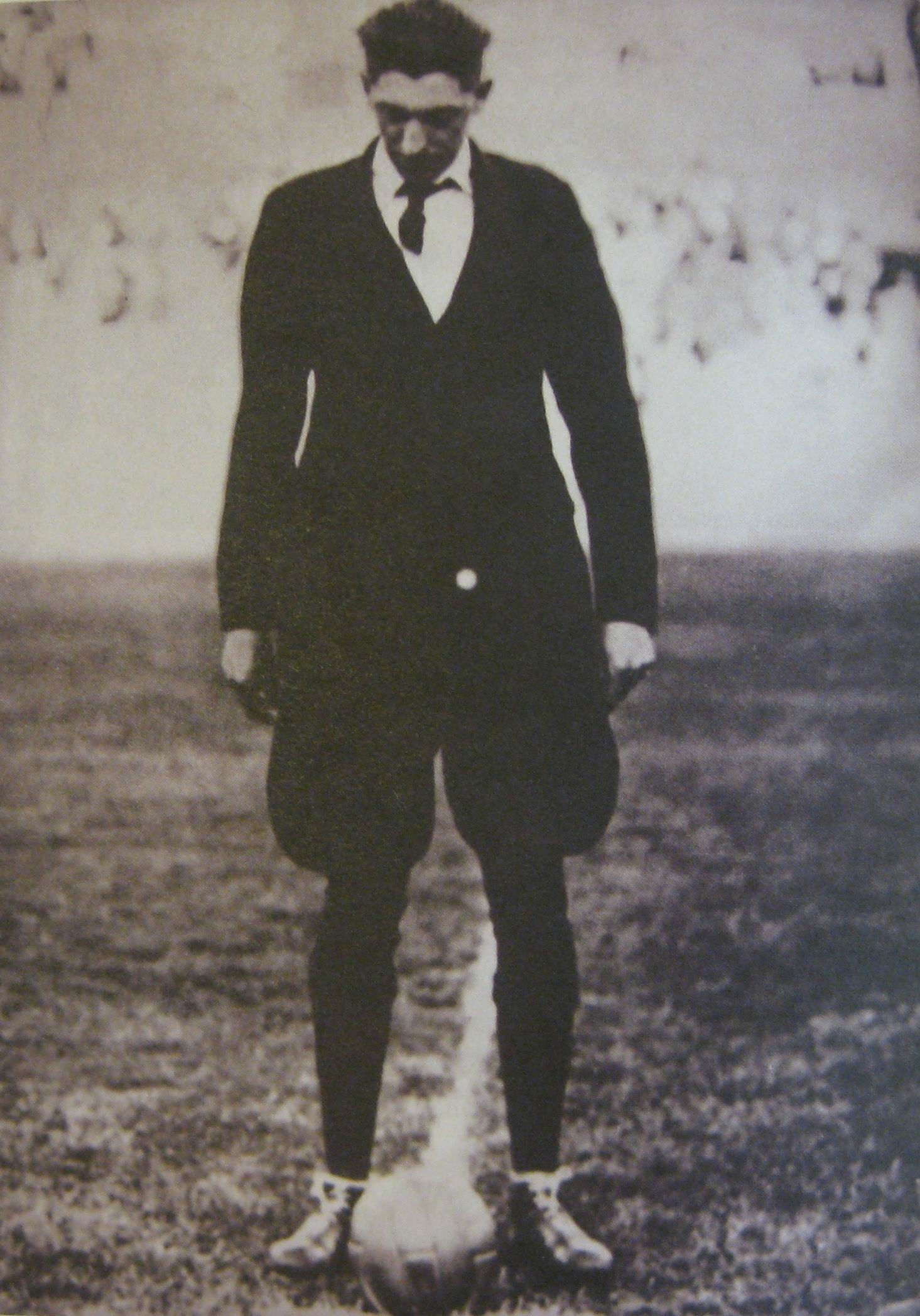
John Langenus
1 oktober

| 1 | 2 | 3 | 4 | 5 | 6 | 7 | 8 | 9 | 10 | 11 | 12 | 13 | 14 | 15 | 16 | 17 | 18 | 19 | 20 | 21 | 22 | 23 | 24 | 25 | 26 | 27 | 28 | 29 | 30 | 31 |
| - | - | - | - | - | - | - | - | - | -- | -- | -- | -- | -- | -- | -- | -- | -- | -- | -- | -- | -- | -- | -- | -- | -- | -- | -- | -- | -- | -- |

### 1 oktober
- John Langenus (60), Belgisch voetbalscheidsrechter

### 7 oktober
- Bram Evers (68), Nederlands atleet

### 10 oktober
- Gabriel Reyes (60), Filipijns aartsbisschop
- Mieczysław Wiśniewski (59), Pools voetballer

### 16 oktober
- Francisco Buencamino, Filipijns componist

### 25 oktober
- Siergiej Bortkiewicz (75), Russisch componist

## November

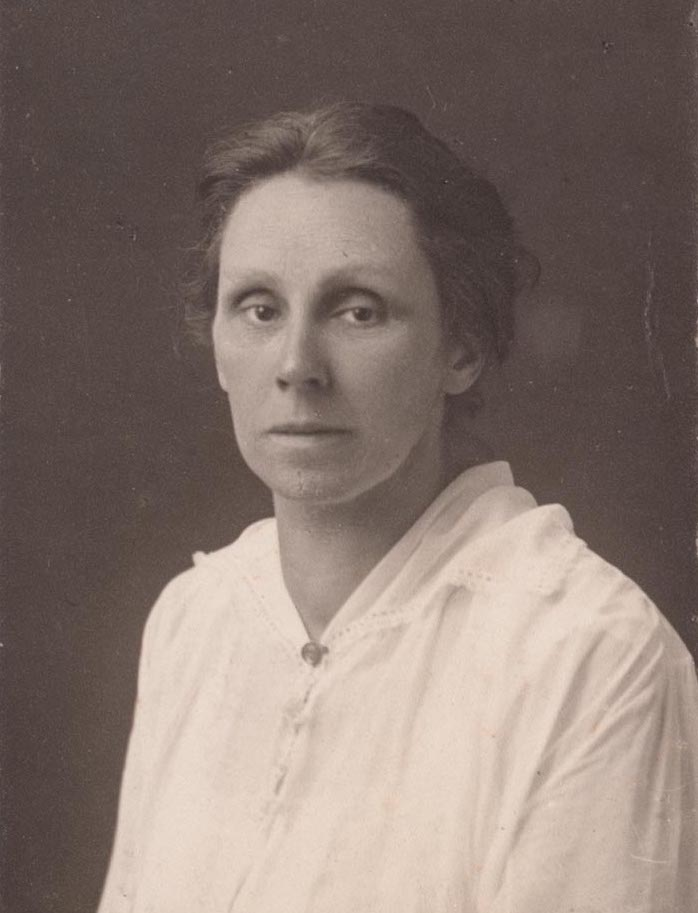
Henriette Roland Holst-van der Schalk
21 november

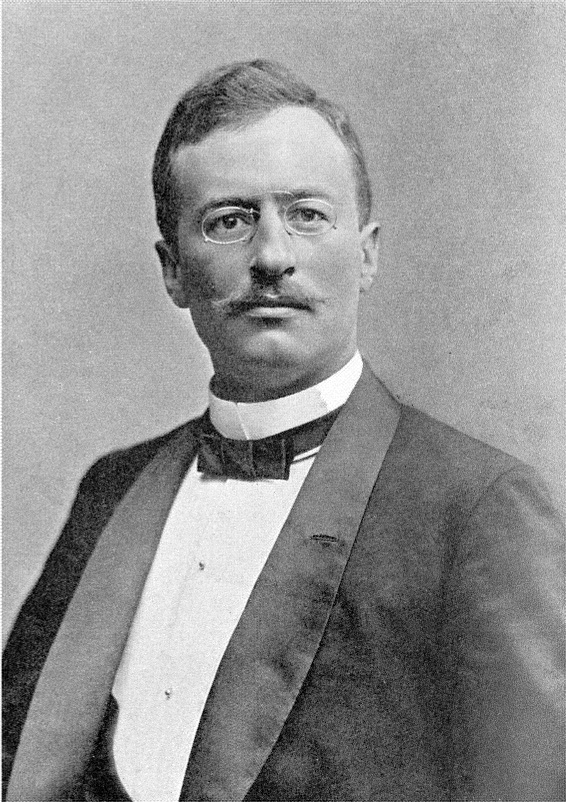
Sven Hedin
26 november

| 1 | 2 | 3 | 4 | 5 | 6 | 7 | 8 | 9 | 10 | 11 | 12 | 13 | 14 | 15 | 16 | 17 | 18 | 19 | 20 | 21 | 22 | 23 | 24 | 25 | 26 | 27 | 28 | 29 | 30 |
| - | - | - | - | - | - | - | - | - | -- | -- | -- | -- | -- | -- | -- | -- | -- | -- | -- | -- | -- | -- | -- | -- | -- | -- | -- | -- | -- |

### 1 november
- Dixie Lee (40), Amerikaans actrice

### 9 november
- Chaim Weizmann (77), president van Israël

### 21 november
- Henriette Roland Holst-van der Schalk (82), Nederlands dichteres

### 23 november
- Albert van Raalte (62), Nederlands dirigent

### 24 november
- Andrzej Przeworski (52), Pools voetballer

### 26 november
- Sven Hedin (87), Zweeds ontdekkingsreiziger

## December

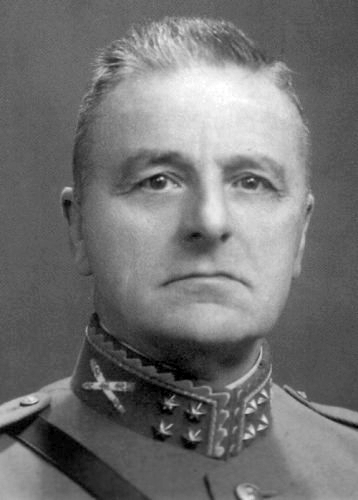
Henri Winkelman
27 december

| 1 | 2 | 3 | 4 | 5 | 6 | 7 | 8 | 9 | 10 | 11 | 12 | 13 | 14 | 15 | 16 | 17 | 18 | 19 | 20 | 21 | 22 | 23 | 24 | 25 | 26 | 27 | 28 | 29 | 30 | 31 |
| - | - | - | - | - | - | - | - | - | -- | -- | -- | -- | -- | -- | -- | -- | -- | -- | -- | -- | -- | -- | -- | -- | -- | -- | -- | -- | -- | -- |

### 1 december
- Vittorio Emanuele Orlando (92), Italiaans politicus

### 3 december
- Josef Frank (43), Tsjecho-Slowaaks politicus

### 4 december
- Adriaan Alberga (65), Surinaams politicus

### 11 december
- Herman Hana (78), Nederlands kunstenaar

### 14 december
- Jan Terpstra (64), Nederlands politicus

### 20 december
- Fritz Förderer (64), Duits voetballer

### 27 december
- Henri Winkelman (76), Nederlands militair leider

### 28 december
- Johan Eggen (69), Belgisch advocaat, hoogleraar en Vlaams activist
- Alexandrine Augusta van Mecklenburg-Schwerin (73), koningin-gemalin van Denemarken

## Datum onbekend
1900 ·
1901 ·
1902 ·
1903 ·
1904 ·
1905 ·
1906 ·
1907 ·
1908 ·
1909 ·
1910 ·
1911 ·
1912 ·
1913 ·
1914 ·
1915 ·
1916 ·
1917 ·
1918 ·
1919 ·
1920 ·
1921 ·
1922 ·
1923 ·
1924 ·
1925 ·
1926 ·
1927 ·
1928 ·
1929 ·
1930 ·
1931 ·
1932 ·
1933 ·
1934 ·
1935 ·
1936 ·
1937 ·
1938 ·
1939 ·
1940 ·
1941 ·
1942 ·
1943 ·
1944 ·
1945 ·
1946 ·
1947 ·
1948 ·
1949 ·
1950 ·
1951 ·
1952 ·
1953 ·
1954 ·
1955 ·
1956 ·
1957 ·
1958 ·
1959 ·
1960 ·
1961 ·
1962 ·
1963 ·
1964 ·
1965 ·
1966 ·
1967 ·
1968 ·
1969 ·
1970 ·
1971 ·
1972 ·
1973 ·
1974 ·
1975 ·
1976 ·
1977 ·
1978 ·
1979 ·
1980 ·
1981 ·
1982 ·
1983 ·
1984 ·
1985 ·
1986 ·
1987 ·
1988 ·
1989 ·
1990 ·
1991 ·
1992 ·
1993 ·
1994 ·
1995 ·
1996 ·
1997 ·
1998 ·
1999 ·
2000 ·
2001 ·
2002 ·
2003 ·
2004 ·
2005 ·
2006 ·
2007 ·
2008 ·
2009 ·
2010 ·
2011 ·
2012 ·
2013 ·
2014 ·
2015 ·
2016 ·
2017 ·
2018 ·
2019 ·
2020 ·
2021 ·
2022 ·
2023 ·
2024 ·
2025